# Quisqueya (Orchideen)
Die Pflanzengattung Quisqueya gehört zur Familie der Orchideen (Orchidaceae). Die etwa vier Arten kommen nur auf Hispaniola vor. Sie wachsen epiphytisch oder lithophytisch.

## Beschreibung

### Vegetative Merkmale
Quisqueya-Arten wachsen als immergrüne, ausdauernde krautige Pflanzen. Aus einem Rhizom entspringen dicke, fleischige Wurzeln, die mit zunehmendem Alter charakteristische Runzeln entwickeln. Die unverdickten Stängel tragen ein bis vier Laubblätter. Die ledrigen, einfachen Blattspreiten sind schmal-lanzettlich.

### Generative Merkmale
Der endständige Blütenstand trägt ein bis acht Blüten.
Die zwittrigen Blüten sind zygomorph und dreizählig. Die Blüten ist generell rosafarben, die Lippe ist kräftiger gefärbt als die anderen fünf, schmalen Blütenhüllblätter, die oft ins grünliche oder braune tendieren. Die Säule ist mit der Lippe verwachsen und bildet am Grunde ein schlauchförmiges Nektarium. Die Lippe ist dreilappig, wobei die Seitenlappen flach ausgebreitet sind. In der Mitte der Lippe befindet sich ein andersfarbiger Kallus. Lippe und Kallus können leicht behaart sein. Es sind acht Pollinien in vier Paaren vorhanden, je ein Paar große und ein Paar kleine auf jeder Seite der Säule (ähnlich wie bei Tetramicra). Bei Quisqueya karstii ist gelegentlich ein drittes, noch kleineres Paar Pollinien zu beobachten.

## Vorkommen
Quisqueya-Arten besiedeln jeweils kleine, voneinander getrennte Areale auf der Insel Hispaniola. Drei der Arten kommen im Südwesten der Insel vor, Quisqueya rosea besiedelt die Cordillera Central. Während Quisqueya karstii in lichten Karstwäldern in Höhenlagen von etwa 300 Metern wächst, sind die anderen Arten in höher gelegenen Wäldern, in Höhenlagen von 1400 bis 1900 Metern, beheimatet.
Durch Waldrodung ist der Lebensraum aller Quisqueya-Arten gefährdet.

## Systematik und Botanische Geschichte
Die Gattung Quisqueya wurde 1979 von Donald Duncan Dod in American Orchid Society Bulletin Band 48 Teil 2, Seite 142 erstbeschrieben. 
Die Gattung Quisqueya wird in die Untertribus Laeliinae eingeordnet. Dort gehört sie zur sogenannten Broughtonia-Gruppe, die außerdem noch die Gattungen Psychilis und Tetramicra umfasst. Die Abgrenzung zwischen Quisqueya und den letzten beiden Gattungen ist noch nicht gut untersucht.
Exemplare von Quisqueya rosea wurden von Schlechter 1913 als Epidendrum roseum beschrieben, durch die Gattungen Cattleyopsis und Broughtonia gereicht, bis Donald Dod 1979 nach Feldstudien auf Hispaniola die Gattung Quisqueya aufstellte und drei neue Arten beschrieb.
Typus-Art ist Quisqueya karstii.
Der Gattungsname Quisqueya leitet sich aus einer Bezeichnung der einheimischen Indianer für die Insel Hispaniola ab.

### Arten
- Quisqueya ekmanii Dod – Terrestrisch oder auf Felsen wachsend, Triebe bis zwölf, Blätter weitere 15 Zentimeter lang. Der Blütenstand mit bis zu acht Blüten erreicht 30 Zentimeter Länge. Alle Blütenteile kräftig pink, Kallus gelb. Dieser Endemit gedeiht nur in der Sierra de Bahoruco in der Dominikanischen Republik.
- Quisqueya rosea (Mansf.) Dod – Wächst epiphytisch am Stamm oder auf den unteren Zweigen kleiner Bäumen in der Cordillera Central. Triebe bis sieben, Blätter bis 12 Zentimeter lang und nur acht Millimeter breit. Die Blütenstände mit ein bis drei Blüten erreichen 10 bis 15 Zentimeter Länge. Tepalen grünlich oder bräunlich rosa, Lippe hell rosa mit weißem, dunkelrosa eingefasstem Kallus. Zu den umfangreichen Synonymen siehe van den Berg.[3]
- Quisqueya holdridgei Dod – Im Erscheinungsbild ähnlich wie Quisqueya rosea, Blätter bis 17 Zentimeter lang bei nur sieben Millimeter Breite. Die Lippe ist hell rosa bis weiß, der Kallus gelb mit einem dunkelrosa Fleck mitten auf der Lippe. Dieser Endemit gedeiht nur in der Sierra de Bahoruco in der Dominikanischen Republik.
- Quisqueya karstii Dod – Die Typusart wächst epiphytisch in Karstwäldern in der Region „The Haitises“. Auf etwa 10 Zentimeter langen Trieben stehen die 14 Zentimeter langen und acht Millimeter breiten Blätter. Die Blüten sind die größten der Gattung, die Tepalen grünlich und braun überlaufen, die Lippe hellrosa bis weiß. Der Kallus ist dunkelrosa.